# Lista de deputados estaduais de Alagoas da 8.ª legislatura
Esta é a lista de deputados estaduais de Alagoas para a legislatura 1975–1979. Nas eleições, um total de 18 deputados foram eleitos.

## Composição das bancadas
| Partido | Líder         | Bancada | Posição  |
| ------- | ------------- | ------- | -------- |
| ARENA   | José Tavares  | 12 / 18 | Governo  |
| MDB     | Manoel Afonso | 6 / 18  | Oposição |

## Deputados Estaduais
Das dezoito cadeiras em disputa a ARENA conquistou doze ante seis do MDB.
| Número | Deputados estaduais eleitos       | Partido | Votação | Percentual | Cidade onde nasceu   | Unidade federativa |
| 15690  | Antônio Saturnino de Mendonça     | MDB     | 15.171  | 5,18%      | Matriz de Camaragibe | Alagoas            |
| 11542  | Tarcísio de Jesus                 | ARENA   | 14.844  | 5,07%      | Maceió               | Alagoas            |
| 11860  | José Tavares                      | ARENA   | 12.016  | 4,11%      | Junqueiro            | Alagoas            |
| 11924  | Guilherme Palmeira                | ARENA   | 11.551  | 3,95%      | Maceió               | Alagoas            |
| 11334  | Narciso Lúcio da Silva            | ARENA   | 8.394   | 2,87%      | Arapiraca            | Alagoas            |
| 15362  | Manoel Afonso                     | MDB     | 8.235   | 2,81%      | Maceió               | Alagoas            |
| 15844  | Alcides Falcão                    | MDB     | 7.922   | 2,70%      | Ouricuri             | Pernambuco         |
| 11744  | Geraldo Melo                      | ARENA   | 7.807   | 2,67%      | Capela               | Alagoas            |
| 11536  | José Bandeira de Medeiros         | ARENA   | 7.440   | 2,54%      | Delmiro Gouveia      | Alagoas            |
| 11411  | Nelson Costa                      | ARENA   | 7.421   | 2,53%      | Piaçabuçu            | Alagoas            |
| 15692  | Luiza Evangelista da Silva        | MDB     | 7.044   | 2,40%      | Palmeira dos Índios  | Alagoas            |
| 11341  | Jorge Duarte Quintella Cavalcanti | ARENA   | 7.040   | 2,40%      | Penedo               | Alagoas            |
| 11382  | Alexandre Milito Filho            | ARENA   | 7.021   | 2,40%      | Campo Alegre         | Alagoas            |
| 15922  | Walter Dória de Figueiredo        | MDB     | 6.874   | 2,35%      | Rio Largo            | Alagoas            |
| 11498  | Rubens Vilar                      | ARENA   | 6.852   | 2,34%      | Maceió               | Alagoas            |
| 15516  | Francisco José Galindo Pimentel   | MDB     | 6.749   | 2,30%      | Marechal Deodoro     | Alagoas            |
| 11232  | Humberto Melo Souza               | ARENA   | 6.741   | 2,30%      | Pilar                | Alagoas            |
| 11252  | Edson Tenório de Almeida Lins     | ARENA   | 6.538   | 2,23%      | São José da Tapera   | Alagoas            |